# 图尔汗苏丹
图尔汗苏丹（鄂圖曼土耳其語：‎，1627年—1683年8月4日），是奥斯曼帝国苏丹女权时期的皇太后，她是苏丹易卜拉欣一世的皇妃。由于其子穆罕默德四世继位时年仅六岁，图尔汗便以太后的名义临朝摄政。她和她的婆婆柯塞姆苏丹，是奥斯曼帝国历史上仅有的两名正式以摄政名义对帝国行使最高统治权的女性。她也因此成为奥斯曼帝国“女主时代”的代表人物之一。

## 文献来源
- Peirce, Leslie P. . Oxford University Press. 1993. ISBN 978-0-195-08677-5.
- Sakaoğlu, Necdet. . Istanbul: Avea. 2007. ISBN 978-975-7104-77-3. OCLC 472256214.
- Sakaoğlu, Necdet. . 2008.
- Thys-Şenocak, Lucienne. . Ashgate. 2006. ISBN 978-0-754-63310-5.
- Uluçay, Mustafa Çağatay. . Ankara: Ötüken. 2011. ISBN 978-9-754-37840-5.